# Parlament (Namibia)
Das Parlament von Namibia (englisch Parliament of the Republic of Namibia) bezeichnet die Legislative des Zweikammernsystems Namibias.
Das Parlament besteht auf Grundlage der Verfassung Namibias aus dem Jahr 1990 aus der Nationalversammlung (englisch National Assembly; Kapitel 7), dem Unterhaus, sowie dem Nationalrat (englisch National Council; Kapitel 8), dem Oberhaus, als Vertretung der 14 Regionen von Namibia.

## Fotos

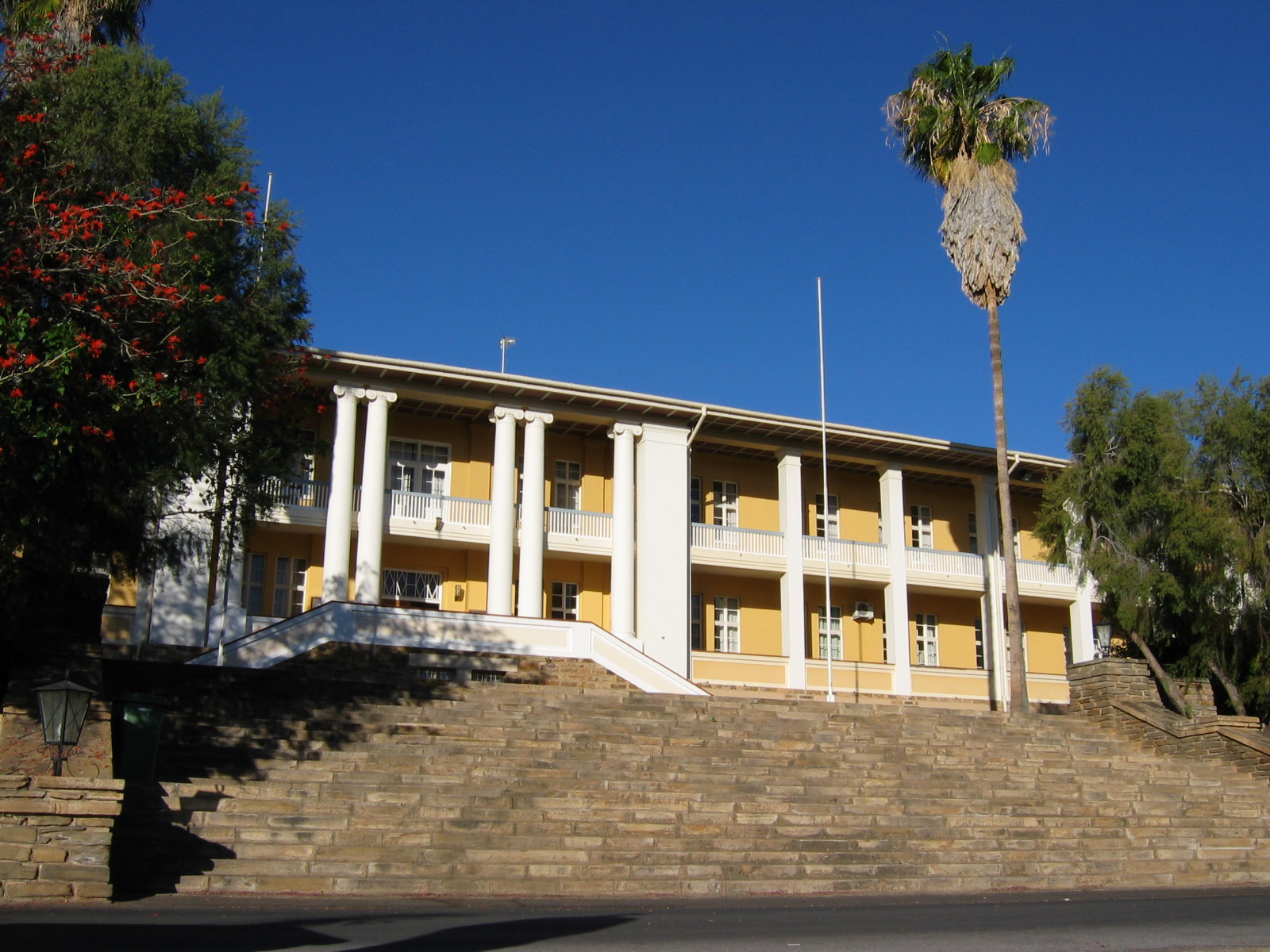
Tintenpalast, der Sitz der Nationalversammlung
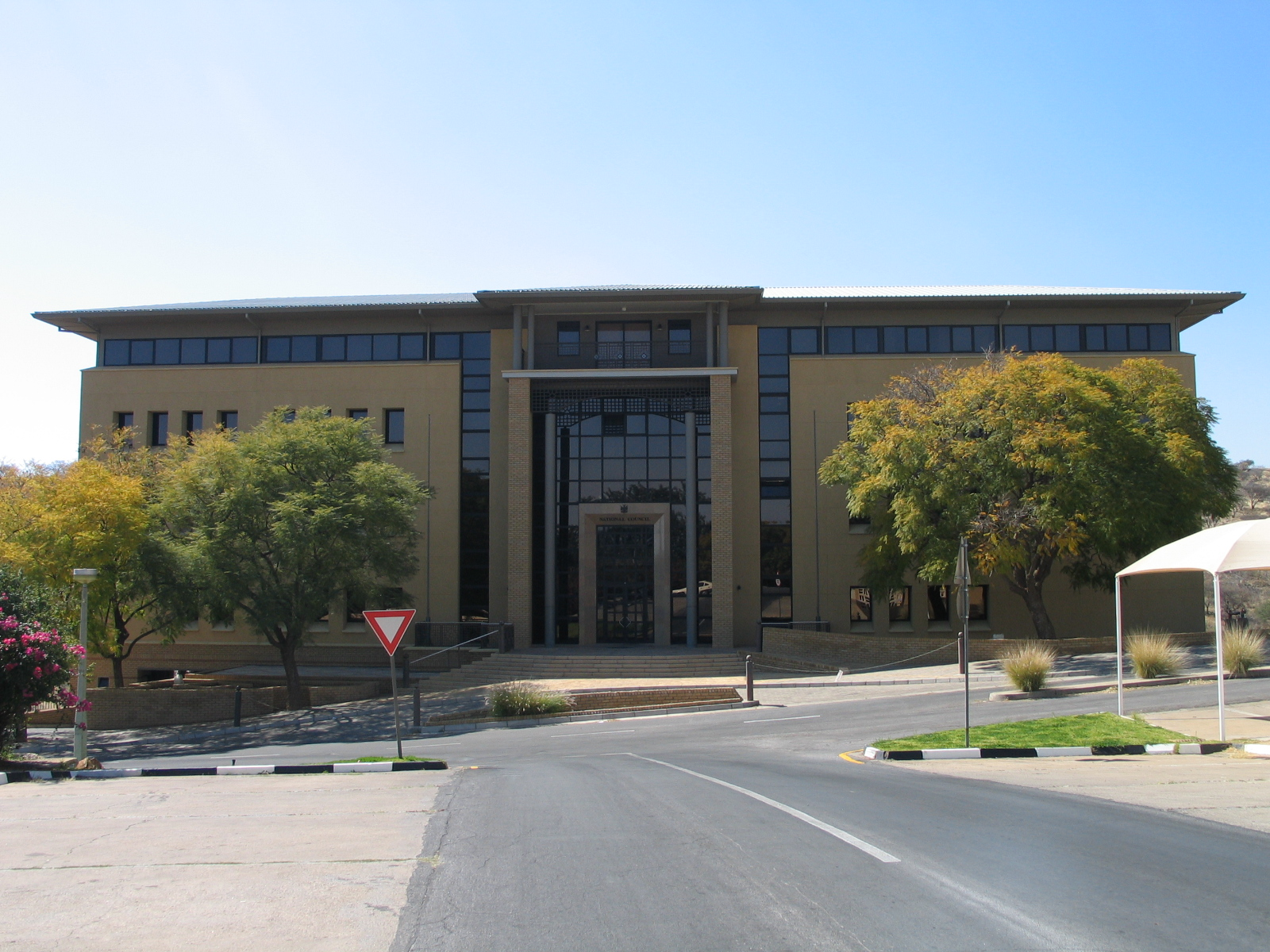
National Council Building, der Sitz des Nationalrates

## Quelle
- Republic of Namibia: Constitution of the Republic of Namibia. In: Government Gazette of the Republic of Namibia, No. 2, vom 21. März 1990 (erste Fassung von 1990)